# Saint-Christophe-de-Valains
Saint-Christophe-de-Valains är en kommun i departementet Ille-et-Vilaine i regionen Bretagne i nordvästra Frankrike. Kommunen ligger i kantonen Saint-Aubin-du-Cormier som tillhör arrondissementet Fougères-Vitré. År 2022 hade Saint-Christophe-de-Valains 230 invånare.

## Befolkningsutveckling
Antalet invånare i kommunen Saint-Christophe-de-Valains
Referens:INSEE